# Вината в нашите звезди (роман)
„Вината в нашите звезди“ е шестият роман на американския писател Джон Грийн. Публикуван е през януари 2012 г. Историята се разказва от 16-годишната болна от рак девойка Хейзъл Грейс Ланкастър, която е принудена от родителите си да посещава група за взаимопомощ, където се запознава и влюбва в 17-годишния Огъстъс Уотърс. Името на книгата идва от действие 1, сцена 2 на „Юлий Цезар“, трагедия на Шекспир, в която благородникът Касий казва на Брут: „Не е в нашите звезди вината за туй, че сме подвластни, драги Бруте, а в нас самите.“
Едноименната филмова адаптация, режисирана от Джош Буун, излиза на 6 юни 2014 г.